# Abox
Nell'informatica, i termini TBox e ABox descrivono due diversi tipi di istruzioni nelle basi di conoscenza. Le istruzioni TBox sono la "componente terminologica" che descrive un dominio di interesse, definendone classi e proprietà come un vocabolario di quel dato dominio. Le dichiarazioni di ABox sono la "componente assertiva", intese come fatti associati al modello concettuale o alle ontologie di TBox. Unitamente, le istruzioni ABox e TBox costituiscono una base di conoscenza o un grafico della conoscenza.
Le istruzioni ABox devono essere conformi a quelle TBox poiché sono asserzioni che utilizzano il vocabolario definito dalla istruzione TBox.
Le istruzioni TBox sono talvolta associate a classi orientate agli oggetti, mentre le istruzioni ABox sono associate a istanze di tali classi.

## Esempi
Le istruzioni ABox in genere trattano entità concrete. Specificano a quale categoria appartiene un'entità o quale relazione ha un'entità con un'altra entità. Esempi in astratto:
- L'elemento A è un'istanza della categoria C
- L'elemento A ha questa relazione con l'elemento B

Esempi concreti:
- La Nigeria è un paese.
- Il Ciad è un paese
- La Nigeria è accanto al Ciad.
- Agadez è una città.
- Agadez si trova in Nigeria.

Ordinariamente, le istruzioni TBox (o definizioni di categorie di dominio e relazioni implicite) sono del tipo:
- Un'entità X può essere un paese o una città
- A è accanto a B se B è accanto ad A
  - Quindi la Nigeria è accanto al Ciad implica che il Ciad è accanto alla Nigeria.
- X è un luogo se X è una città o X è una nazione.
  - Quindi, la Nigeria è un paese implica che la Nigeria è un luogo.
- il luogo A contiene il luogo B se il luogo B si trova in A.
  - Quindi, Agadez si trova in Nigeria implica che la Nigeria contenga Agadez.

Le istruzioni TBox tendono ad essere meno variabili nel tempo all'interno di una base di conoscenza e vengono utilizzate e archiviate come schema o modello dei dati. Al contrario, le istruzioni ABox sono di natura molto più dinamica e tendono ad essere archiviate come dati di un'istanza di una transazione del database.
Con i più recenti database NoSQL e in particolare con i database RDF (vedi Triplestore) questa distinzione sotto il profilo archivistico potrebbe non essere più applicabile. Dati e modelli possono essere archiviati utilizzando lo stesso approccio. Tuttavia, i modelli continuano a essere più permanenti, hanno un ciclo di vita diverso e sono generalmente archiviati come grafi separati all'interno dei database.